# Danainae
Данаїди (Danainae) — підродина метеликів родини Німфаліди (Nymphalidae). У цій підродині знаходиться близько 300 видів, приблизно 57 родів, 10 підтриб і три триби.

## Опис
Поширені в тропічних і субтропічних областях. Середнього розміру метелики з розмахом крил від 6 до 12 см. В цілому самці цієї родини дрібніше самиць. У більшості з них на крилах є малюнок з темних ліній. У данаїд на грудях відкриваються протоки отруйних залоз, що виділяють обпалюючий секрет, що робить їх абсолютно неїстівними. Забарвлені дуже яскраво і контрастно, що служить попередженням для хижаків. Гусениці данаїд годуються на різних видах молочаїв.

## Ареал
Поширення обмежене тропічним і субтропічним поясами, одиничні види зустрічаються за межами цих поясів. Більшість видів в тропіках Азії і Африки, метелики Ithomiini поширені в неотропічній зоні, Tellervini поширені в Австралії і східному регіоні.
У Палеарктиці зустрічається 4 види..

## Міграція
Серед данаїд зустрічаються види, що здійснюють далекі міграції. Так, мандрівний монарх (Danaus plexippus) здійснює щорічні осінні перельоти з північних штатів США в південні. Весною метелики повертаються назад, залітаючи навіть в Канаду. Цікаво, що вони практично завжди летять по одних і тих же маршрутах. Далекі перельоти і негаразди погоди дозволили монархові потрапити в невластиві для нього місця. У 1840 році він був зареєстрований в Новій Зеландії, в 1870 — в Австралії, в 1880 — на Канарських островах, а потім і в Європі.

## Імітація
Деякі цілком їстівні для інших тварин метелики імітують данаїд формою і забарвленням крил, а також звичками. Цікавий випадок мімікрії спостерігається у африканського кавалера дардануса (Papilio dardanus). Самці цього виду мають типовий вигляд кавалерів з довгими хвостовими виростами на задніх крилах, тоді як самиці наслідують який-небудь неїстівний вид з родини данаїд. У цього виду кавалерів спостерігається внутрішньовидовий поліморфізм, при якому самиці можуть наслідувати данаїди різних видів, завдяки чому шанси виду на виживання значно збільшуються.